# Kajmakczałan

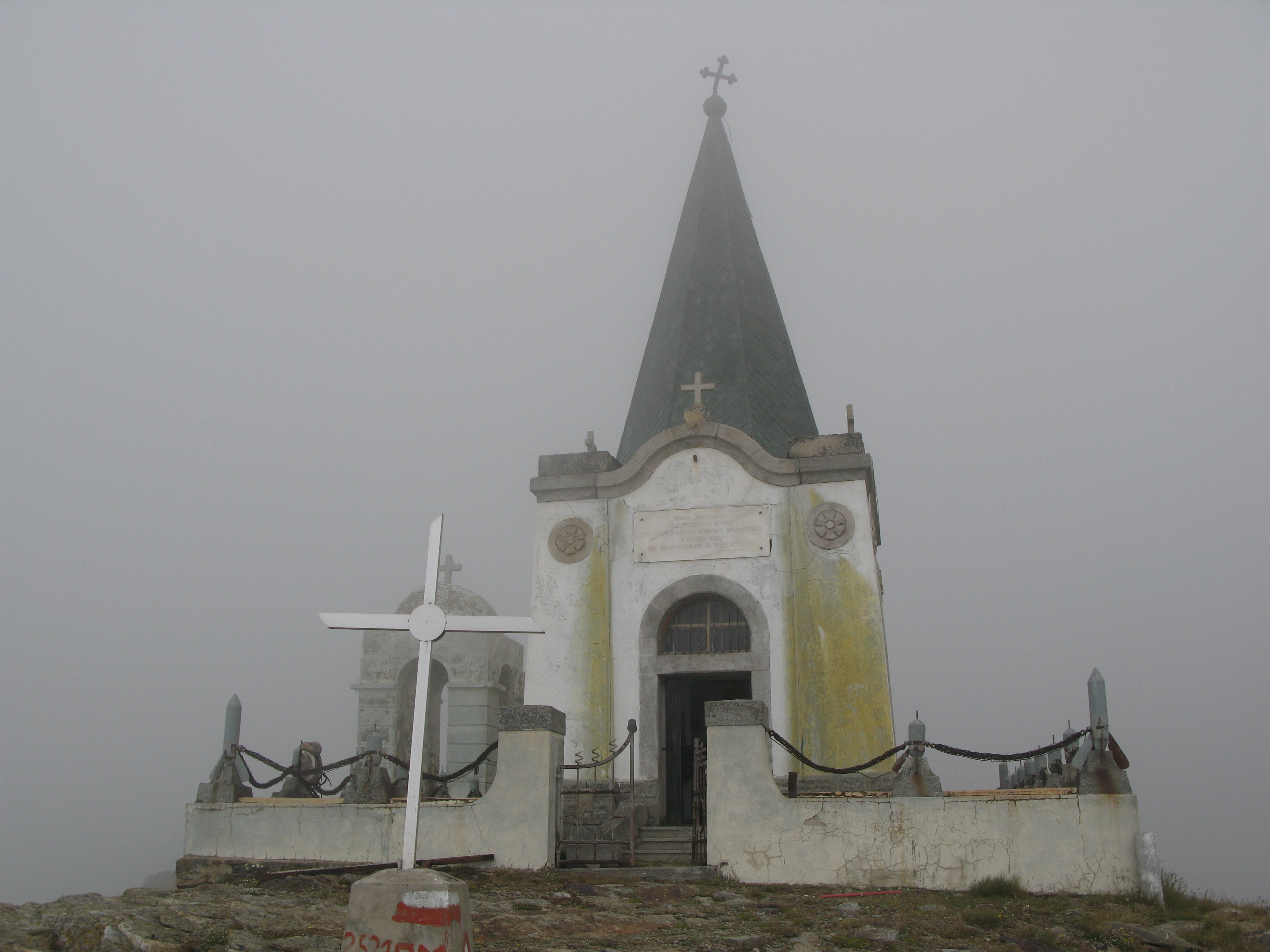
Kaplica poświęcona pamięci poległych serbskich żołnierzy

Kajmakczałan (maced. Кајмакчалан, gr. Καϊμάκτσαλαν) – najwyższy szczyt pasma górskiego Nidże na granicy Grecji i Republiki Macedonii Północnej. Ma wysokość 2521 m n.p.m. i jest piątym co do wysokości szczytem Macedonii Północnej.
Podczas I wojny światowej, we wrześniu 1916 roku, miała miejsce bitwa pod górą Kajmakczalan pomiędzy wojskami serbskimi, angielskimi, francuskimi i greckimi a armią bułgarską, Bułgarzy zostali pokonani. Na szczycie góry znajduje się mała kapliczka poświęcona serbskim żołnierzom, którzy stracili tam swoje życie.

## Galeria

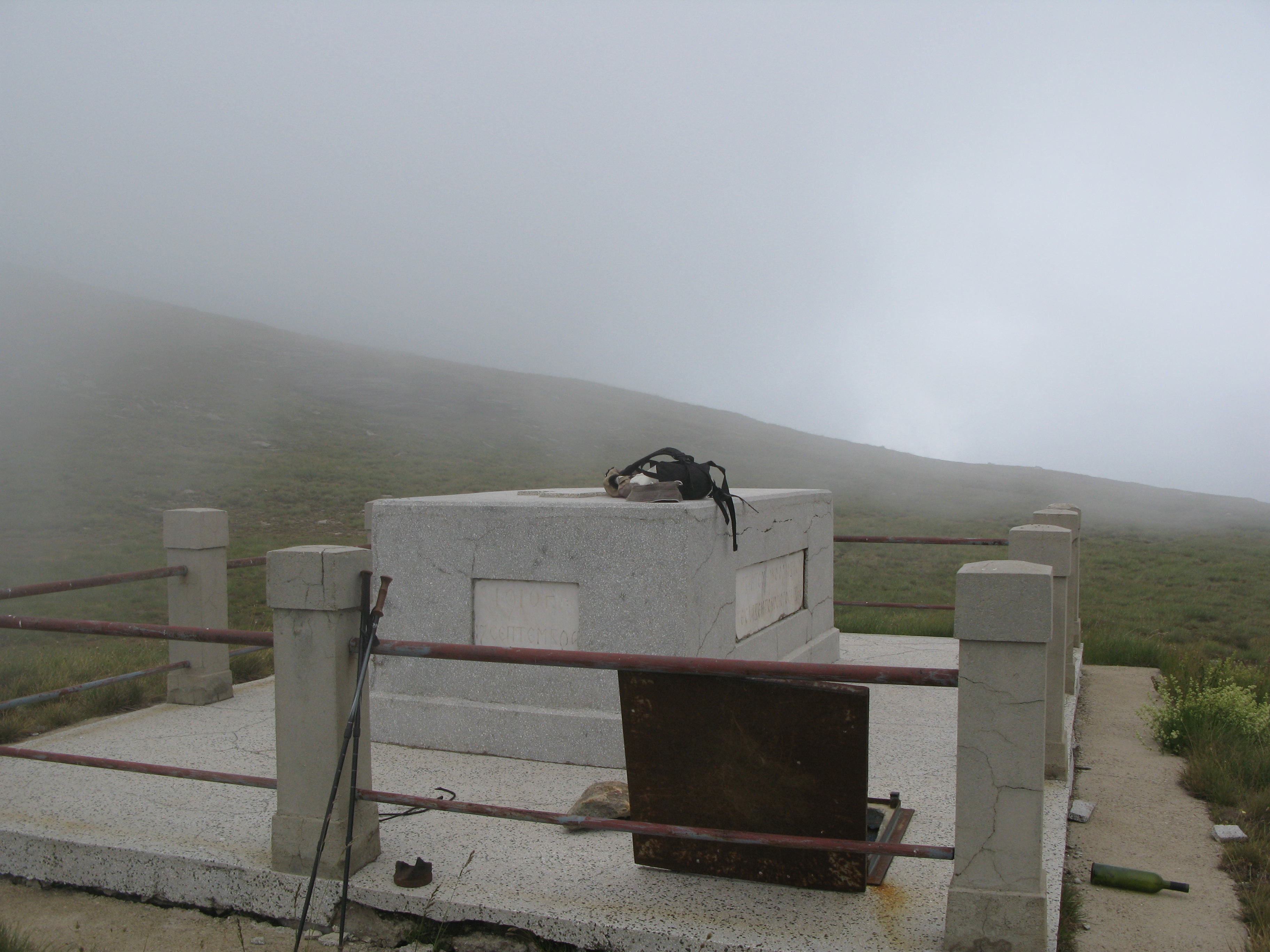
Grobowiec, w którym zgromadzone są kości poległych żołnierzy
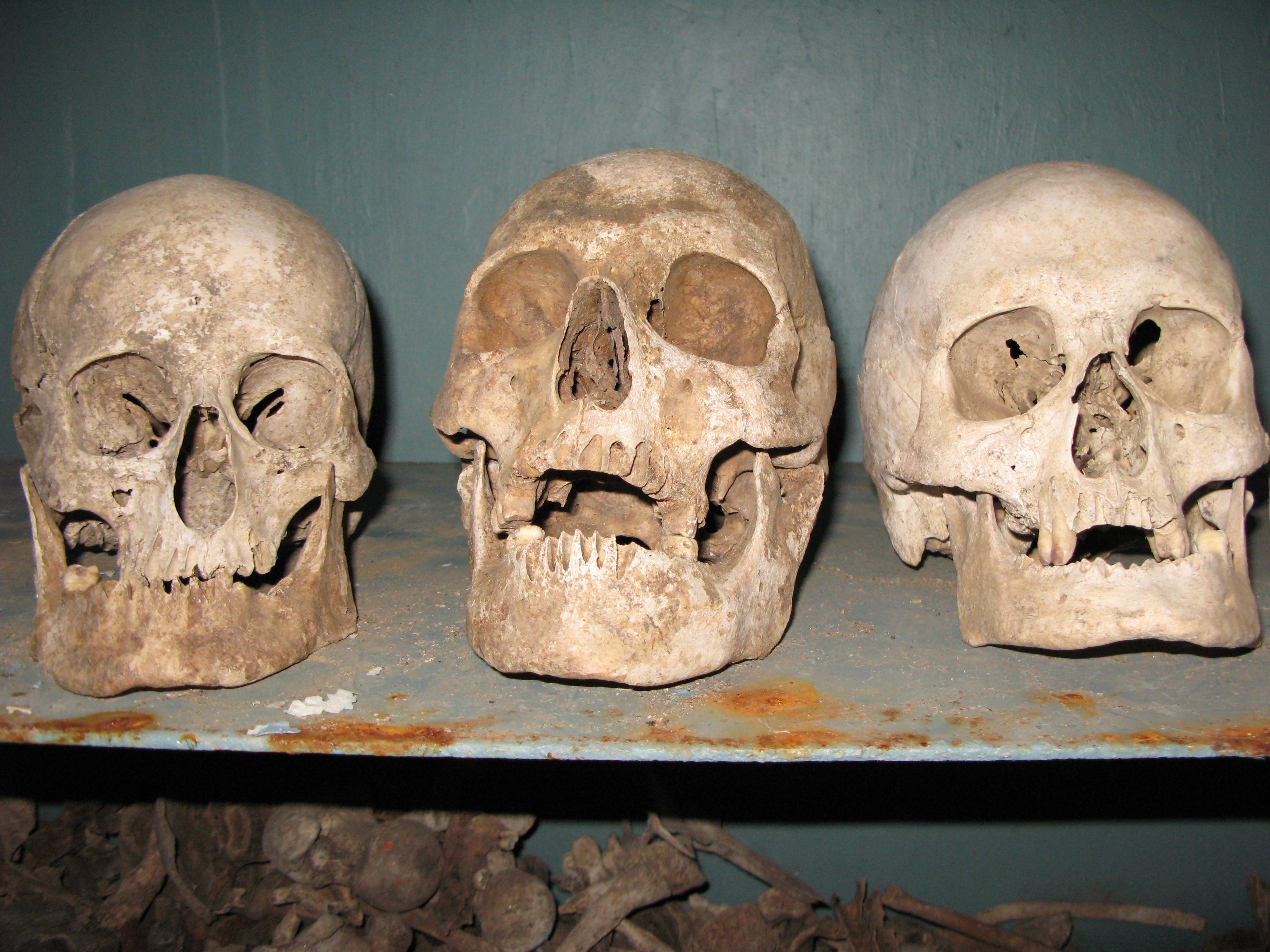
Szczątki poległych
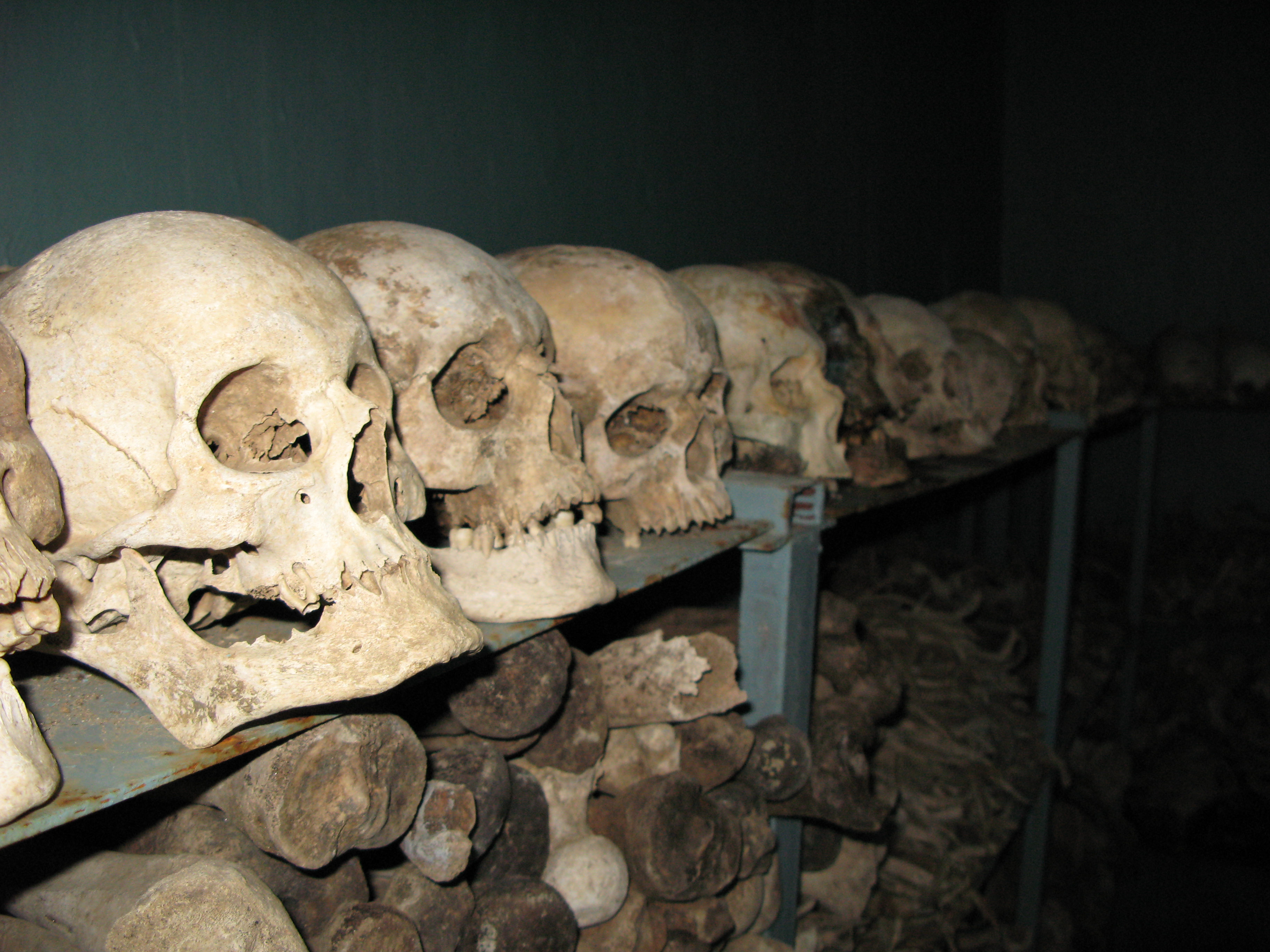
Szczątki poległych